# Velocitat de desplaçament

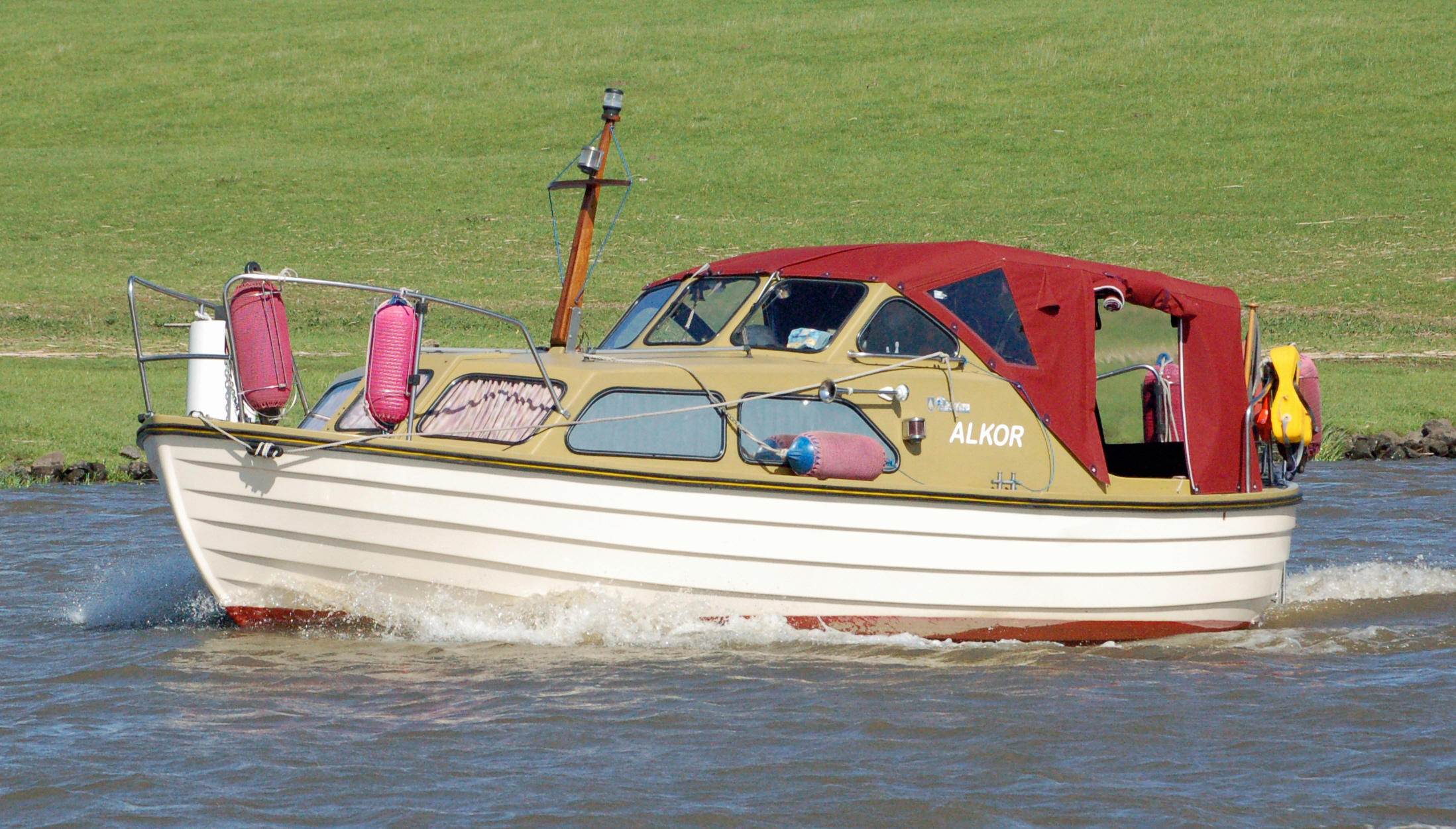
Sense planejar, la velocitat màxima de desplaçament no depèn de la potència del motor, sinó de la longitud de la línia de flotació

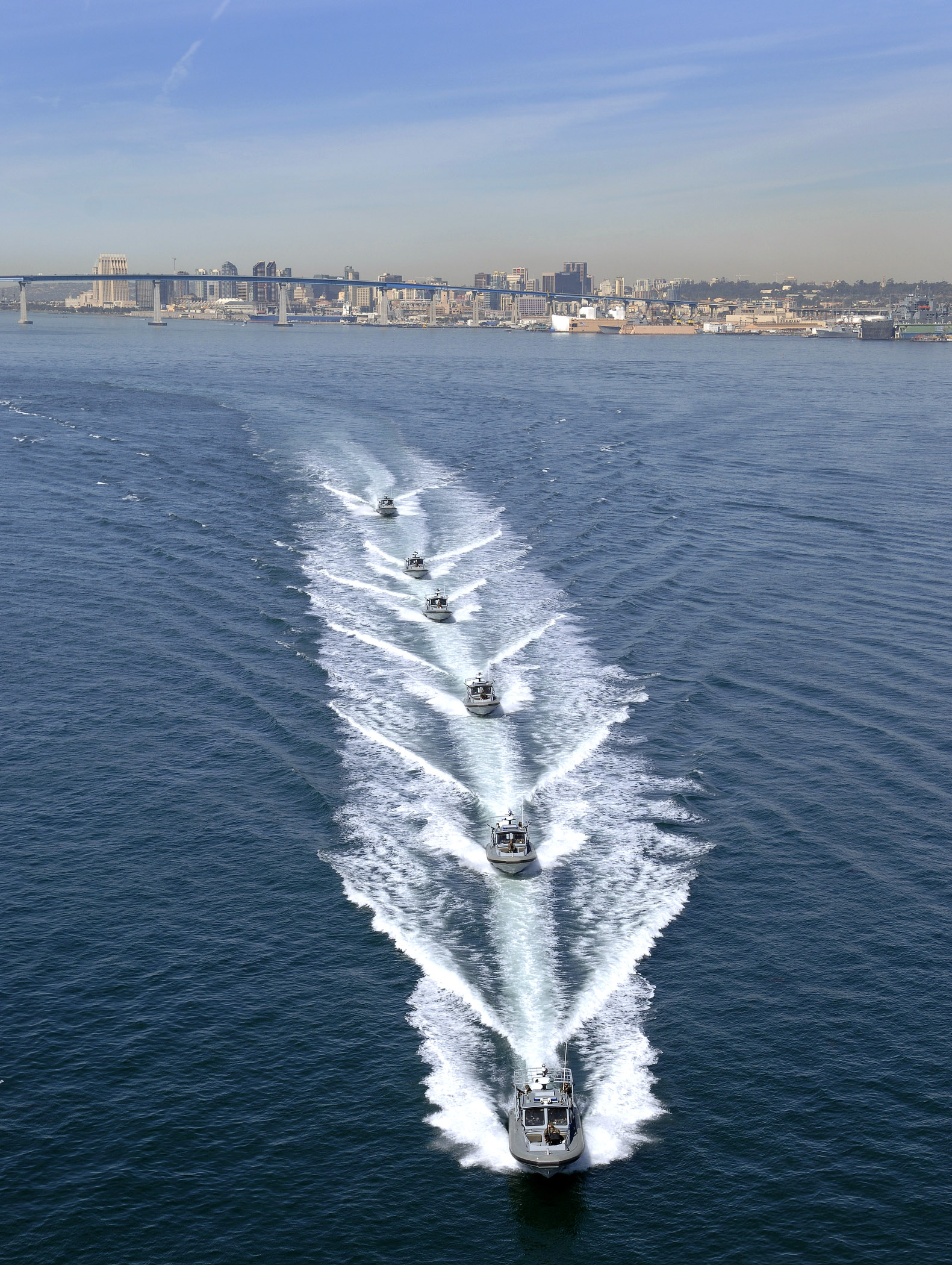
Llanxes patrulleres fent maniobres a San Diego. Es palesen les ones de proa i de popa.

La velocitat de desplaçament o velocitat crítica d'un buc es pot definir com la velocitat d'un vaixell en què la longitud d'ona de l'onada de proa és igual a l'eslora de l'embarcació. Al augmentar la velocitat, la mida de l'onada de proa augmenta i, per tant, la seva longitud d'ona, però quan s'arriba a la velocitat de desplaçament, sembla com si el vaixell quedés atrapat dins l'aigua que desplaça, ja que no és possible augmentar la velocitat, encara que s'augmenti la potència del motor o en el cas de vaixells de vela l'empenyiment proporcionat pel vent. Més aportacions de potència (per part del motor, l'hèlice o vent) es converteixen en un augment de l'onada i no pas en un augment de velocitat, tret que el tipus de vaixell sigui capaç de planejar sobre l'onada (similar a l'esquí aquàtic).
Des d'una perspectiva tècnica, quan s'arriba a la velocitat de desplaçament, les onades de proa i de popa interfereixen entre si constructivament, creant onades relativament grans i, per tant, amb un valor relativament gran d'arrossegament. El terme "velocitat de desplaçament" s'entén com un tipus de "límit de velocitat" per a un vaixell, de fet, l'arrossegament per a un "vaixell de desplaçament" (és a dir un vaixell que no planeja) augmenta a un ritme proporcional a la velocitat del vaixell fins que s'apropa i intenta superar la velocitat de desplaçament, en aquest punt no hi ha un augment notable en la velocitat.
El concepte de velocitat de desplaçament no s'utilitza en l'arquitectura naval moderna. Actualment la "relació velocitat-longitud" (vegeu la definició més endavant) o el nombre de Froude es consideren més útils.

## Descripció

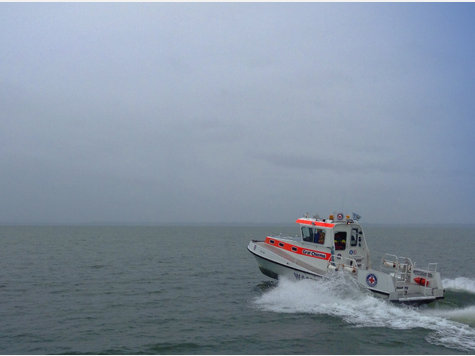
Vaixell quasi a la velocitat de desplaçament

Un vaixell que flota a l'aigua en repòs desplaça el seu pes en aigua. Quan el vaixell es mou, altera la mateixa quantitat d'aigua que abans es trobava tranquil·la a proa. Això provoca que l'aigua s'acceleri i és la causa de les ones de proa i popa.
Per aquest motiu a mesura que el vaixell en moviment avança dins l'aigua, crea ones estacionàries que s'oposen al seu moviment. Aquest efecte augmenta dràsticament en vaixells de desplaçament amb un nombre de Froude d'aproximadament 0.35, que correspon a una "relació velocitat-longitud" una mica per sota de 1,20 (això és degut a un ràpid augment de la resistència causat pel tren de ones transversal). Quan el nombre de Froude creix fins a ~ 0.40 (relació velocitat-longitud d'aproximadament 1.35), la resistència a les onades augmenta encara més per raó del tren d'ona divergent. Aquesta tendència a l'augment de la resistència de les onades continua fins a un nombre de Froude d'aproximadament 0,45 (relació velocitat-longitud = 1,50) i arriba al màxim amb un nombre de Froude d'aproximadament 0,50 (relació velocitat-longitud = 1,70).
Aquest fort augment de la resistència per una relació velocitat-longitud d'entre 1.3 i 1.5, probablement semblava insuperable en els primers vaixells de vela, fent que es convertís en una barrera aparent, motiu que va conduir al concepte de "velocitat de desplaçament".

## Relació velocitat-longitud

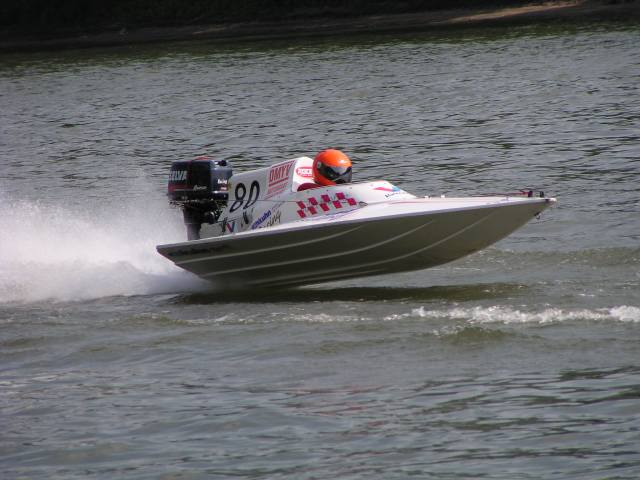
Llanxa planejant en plena competició

La proporció de la velocitat respecte {\displaystyle {\sqrt {L_{WL}}}} s'anomena normalment "relació velocitat-longitud", tot i que és una relació de velocitat respecte l'arrel quadrada de la longitud.
La velocitat de desplaçament pot ser calculada per la fórmula següent:
{\displaystyle v_{vaixell}\approx 1.34\times {\sqrt {L_{WL}}}}
on:
"{\displaystyle L_{WL}}" és la longitud de la línia de flotació en peus, i
"{\displaystyle v_{vaixell}} " és la velocitat de desplaçament en nusos
Si la longitud de la línia de flotació es dona en metres i es desitja la velocitat de desplaçament en nusos, el coeficient és 2.43. La constant pot ser donada de 1.34 a 1.51 knot·ft −½ en unitats imperials (depenent de la font), o de 4.50 a 5.07 km·h−1·m−½ en unitats mètriques.

## Influència del disseny del buc

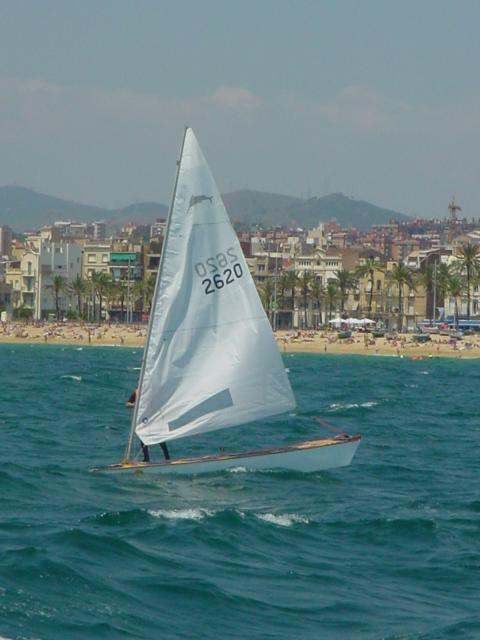
Patí de vela, aturat i amb el vent a fil de roda, davant la platja de Badalona. Quan navega, a més de ser el catamarà monotipus més antic, és un dels més eficients a l'hora de "tallar" l'aigua.

La resistència de l'onada depèn de manera dràstica de les proporcions generals i la forma del buc: de fet molts dissenys de desplaçament moderns poden superar fàcilment la seva "velocitat de desplaçament clàssica" sense planejar
Dins d'aquests dissenys hi ha els de bucs amb els extrems molt fins, els de bucs llargs amb mànega relativament estreta i dissenys perforadors d'onada. Aquestes formes del buc es duen a terme normalment en casos com: canoes, rem de competició, catamarans, transbordadors ràpids i altres vaixells comercials, pesquers o vaixells militars.
El pes del vaixell també és un factor crític: afecta l'amplitud d'ona i, per tant, a l'energia transferida a l'onada per una longitud de vaixell determinada. Els vaixells pesants amb bucs dissenyats per poder planejar en general no poden superar la velocitat del buc sense sobrevolar o planejar.
Els vaixells lleugers i estrets amb bucs no dissenyats per a planejar, poden superar fàcilment la velocitat de desplaçament sense planejar. De fet, una vegada per sobre de la velocitat del buc. En aquests dissenys, la desfavorable amplificació de l'altura de les onades causada per la interferència constructiva disminueix a mesura que augmenta la velocitat. Per exemple, els kayaks de carreres de classe mundial poden superar la velocitat del buc en més del 100%, encara que no planegin.